# Supergasbras
Supergasbrás Energia (inicialmente apenas Supergasbras) é uma empresa brasileira no ramo de exploração e distribuição de gás liquefeito de petróleo (GLP), e pertence ao grupo holandês SHV Energy. A SHV é líder mundial em distribuição de GLP e faz parte da SHV Holdings.
Fundada em 1946, foi fundida à Minasgás em 2004, levando ao surgimento da SHV Gas Brasil. No final de 2011, adotou a razão social atual. Atualmente, a distribuidora conta com mais de 11 mil pontos de venda e atende cerca de 10 milhões de famílias e 40 mil clientes comerciais e industriais.

## História
Fundada em 1946, a Supergasbras foi uma das pioneiras na distribuição do Gás LP no Brasil. 
Durante a década de 1980, a empresa criou um time de voleibol, a Associação Atlética Supergasbras, que tinha sede no Centro do Rio e conquistou alguns dos maiores títulos da modalidade.
Em 1995, a empresa holandesa SHV Energy, que já possuia ações da empresa Minasgás, adquiriu também 49% das ações da Supergasbras. Em 2004, a SHV Energy já possuia integralmente a empresa Minasgás e comprou também os 51% de ações restantes da Supergasbrás, dando origem a SHV Gas Brasil. Depois de 6 anos atuando com as duas marcas paralelamente, o grupo decidiu unificar a atuação com a Supergasbras como marca única para granel e envasado, adotando a razão social a Supergasbrás Energia Ltda.
Entre 2013 e 2016, apresentou uma queda em seu faturamento, de 909,4 milhões para 616,6 milhões de dólares.
Em 2016, era a terceira colocada do setor no país, com 20,5% do mercado, perdendo apenas para a Ultrapar e a Ultragaz. A partir daí, passou a investir em aplicativos para a venda do seu principal produto.
Em 2019, mudou seu posicionamento e passou a ter uma previsão de faturamento de 6 bilhões de reais.
Em 2023, as distribuidoras Ultragaz e a Supergasbrás realizam um consórcio que compartilha o envasamento de GLP e a infraestrutura de armazenamento.

## Produtos
O Gás LP é um produto natural do refino do petróleo, com alto grau de pureza e baixa emissão de carbono, o que torna o produto uma opção limpa de energia. A comercialização desse produto é feita em uma grande variedade de recipientes, com diferentes tamanhos, formatos e utilizações. 
Para uso doméstico, em especial cocção de alimentos e aquecimento de água, o mais utilizado é o botijão de 13 kg. Os cilindros de 45kg são utilizados em residências com maior consumo, bem como estabelecimentos comerciais. Já o cilindro de 20kg foi feito especificamente para mover empilhadeiras, e é o único que pode ser mantido deitado. 
Para atender demandas maiores de consumo, a Supergasbras oferece tanques estacionários, com capacidades que variam de 190 kg a 4000 kg. Para o abastecimento dos tanques são utilizados veículos especiais.
Os botijões e cilindros da Supergasbras são feitos de chapa de aço e possuem a marca em alto relevo no corpo. O controle de qualidade é regido por normas da Associação Brasileira de Normas Técnicas (ABNT), Instituto Nacional de Metrologia (INMETRO) e Agência Nacional do Petróleo (ANP). A requalificação dos vasilhames é feita periodicamente através da Qualival, empresa que também faz parte da SHV Energy.

## Utilização residencial
Para a utilização residencial, a empresa disponibiliza vasilhames retornáveis em dois formatos: botijão de 13 kg e cilindro de 45 kg. As principais utilizações residenciais são a cocção de alimentos e o aquecimento de água, mas o produto ainda pode ser utilizado como fonte de energia para equipamentos como churrasqueiras, aquecedores de pátio, ou mesmo para geladeiras e outros eletrodomésticos em regiões sem o fornecimento estável de energia elétrica.
A reposição dos botijões é feita por meio de uma extensa rede de Revendedores Autorizados em todo o Brasil, com mais de 11 mil pontos de venda. Para uma compra segura, é necessário verificar se a revenda é autorizada e se a marca em alto relevo no corpo do botijão é a mesma da cartela de segurança e do lacre, que não deve estar violado no momento da compra. Atualmente, cerca de 10 milhões de famílias brasileiras utilizam o Gás LP da Supergasbras.

## Sistema de medição individual
O sistema de medição individual é voltado para condomínios comerciais e residenciais. Neste sistema, o Gás LP é fornecido por meio de tanques com abastecimento a granel, porém a medição do consumo de cada unidade é aferida individualmente, evitando que a cobrança seja calculada pela média de consumo geral.

## Utilização comercial
No comércio são utilizados botijões de 13 kg, cilindros de 45 kg e tanques com abastecimento a granel. Além de abastecer fogões e fornos, o produto pode fornecer energia para chapas, fritadeiras, lavadoras e secadoras de roupas, assim como aquecimento de ambientes em hotéis, condomínios e lojas. Enquanto o abastecimento residencial é feito por meio dos revendedores autorizados, o abastecimento comercial é feito pela própria da companhia.

## Utilização industrial
A Supergasbras atua como a fornecedora energética em diversas categorias do setor industrial, como: metalurgia, caldeira e geração de vapor, cocção, corte térmico e oxi-corte, estufas e secagens, fornos, geração de água quente e combustível de empilhadeiras. 
Entre outras vantagens, o Gás LP oferece uma redução no custo de produção e uma fonte energética limpa em comparação a outros combustíveis, como a lenha, o carvão e óleo diesel. O abastecimento de clientes industriais também é feito por estrutura própria da companhia.

## Utilização em agronegócios
Nos agronegócios, a Supergasbras também desempenha um papel importante no fornecimento de energia. O Gás LP é uma alternativa mundialmente utilizada pela agroindústria, pois apresenta um bom custo/benefício e diminui o tempo necessário para a secagem de grãos em comparação a outras matrizes energéticas. 
Nesse segmento, o Gás LP também é utilizado para aquecimento de ambientes, combustível de empilhadeiras, aquecimento de água, secagem de grãos, folhas, frutos e tubérculos, controle de temperatura das estufas, dentre outros.
A Supergasbras também oferece soluções que permitem controle de pragas sem uso de agrotóxico, secagem móvel de grãos e descarte ecológico de resíduos. O abastecimento de clientes do agronegócio é feito por estrutura própria da companhia.

## Responsabilidade social
A empresa conta com programas  que visam contribuir com o desenvolvimento, a qualidade de vida e o bem-estar da população. 

### Chega de Saudade
Aproveitando a maciça penetração de seus produtos nos lares brasileiros, a campanha Chega de Saudade transformou os botijões da Supergasbras em um importante canal de comunicação para ações sociais, usando o espaço para divulgar o Programa SOS Criança Desaparecida, da Fundação para a Infância e Adolescência (FIA).
Lançado em junho de 2010, o projeto já distribuiu mais de 65 milhões de cartelas e ajudou a encontrar mais de 35 crianças desaparecidas. O programa é uma parceria da Supergasbras com o Governo do Estado do Rio de Janeiro e com a FIA.

### Mais Energia
Mais Energia Supergasbras é um projeto que oferece cursos de diversos temas com o objetivo de promover a segurança doméstica e alimentar, a nutrição e a reciclagem. Com foco em educação alimentar e aproveitamento integral dos alimentos, o projeto transmite alternativas para a redução do desperdício e a minimização da fome, seu principal objetivo. 
Iniciado em 2004, com 8.300 atendimentos, o projeto foi um dos primeiros a ser incluído no programa Fome Zero, do Governo Federal. Atualmente já são mais de 100.000 beneficiados. 

### Voluntariado
Em abril de 2010, a Supergasbras implantou o Programa Nacional de Voluntariado (PNV) com o objetivo de mobilizar colaboradores e levar apoio e solidariedade às comunidades e instituições atendidas.

## Responsabilidade ambiental
O Gás LP se destaca no mercado como uma solução energética não poluente. Reconhecido mundialmente por não afetar a camada de ozônio, o combustível contribui para o desenvolvimento de um modelo sustentável de energia e para o equilíbrio do ecossistema.
Além do produto ser uma alternativa sustentável de energia, a empresa possui outras iniciativas ambientais, como: assoalhos reciclados em seus caminhões, chips que monitoram a vida útil dos pneus, tinta a base de água para pintar os botijões e reciclagem de peças e botijões descartados. A empresa também incentiva seus colaboradores a diminuir a emissão de carbono através de campanha interna.